# Alvand Qolī
Alvand Qolī (persiska: الوند قلی) är en ort i Iran.   Den ligger i provinsen Kurdistan, i den nordvästra delen av landet, 400 km väster om huvudstaden Teheran. Alvand Qolī ligger 1 934 meter över havet och antalet invånare är 117.
Terrängen runt Alvand Qolī är huvudsakligen kuperad, men österut är den platt. Terrängen runt Alvand Qolī sluttar norrut.Runt Alvand Qolī är det ganska glesbefolkat, med 23 invånare per kvadratkilometer. Närmaste större samhälle är Bījār, 11,2 km sydost om Alvand Qolī. Trakten runt Alvand Qolī består i huvudsak av gräsmarker.